# Попина лъка
Попина лъка е местност в Северен Пирин, климатичен планински курорт с местно значение. Попада в административните граници на с. Лиляново, община Сандански. Намира се на 18 километра североизточно от град Сандански на около 1250 метра надморска височина. Там се намират хижа „Яне Сандански“ и известният Попинолъшки водопад, който е обявен за природна забележителност. В местността са изградени много частни вили, като голяма част от тях се отдават под наем. Попина лъка е разположена сред вековни иглолистни гори, примесени с някои широколистни видове. Селището е изходен пункт за множество туристически маршрути. В района се практикува лов и риболов.
Курортът е достъпен целогодишно и привлича много посетители. Официален статут му е даден със Заповед № 464 на МНЗСГ (ДВ, бр. 27 от 1967 г.).
Транспортно се обслужва от сезонна автобусна линия с начална точка автогара Сандански, като курсовете са събота и неделя, два пъти дневно.

## Възникване и развитие
През 1967-1972 година в района се изгражда Каскада „Санданска Бистрица“. Още от 60-те датират първите застроявания с жилищни сгради, предназначени за работниците по каскадата. През 70-те, а особено през 80-те и 90-те години застрояването е вече с частни къщи. Те се разполагат на територията на незалесени сечища, покрай старите камионни пътища, дълбоко във вътрешността на планината, използвани за транспортиране на дървесина, на височина между 1200 и 1300 метра. Между 2000 и 2005 г. са извършени описи и заснемания на извършеното строителство, като през 2005 г. съществуват не по-малко от 500 сгради. Повечето от тях-незаконно построени, върху земя – публична държавна собственост, разпръснати хаотично покрай р. Санданска Бистрица и по околните склонове. Процедурите по придобиване на законен статут продължават и към 2021 година, като повечето собственици вече имат издадени удостоверения за търпимост на сградите и са закупили от държавата земята под постройките си. Община Сандански осигурява сметосъбиране. Почти всички постройки са електроснабдени и водоснабдени. Няма изградена канализация. Местната власт полага усилия за недопускането на нови строежи.

## Климат и води
Поради по-голямата надморска височина, климатът на Попина лъка е съвсем различен от климата на намиращия се само на 15 км гр. Сандански. Средната годишна температура е едва 7,3 °C (за Сандански е 13,9 °C), а средната годишна сума на валежите е 853мм. Зимите са студени, вали много и вали често. Летата са хладни и сухи. Снежната покривка се задържа от ноември до април – май – над 150 дни годишно. Средната височина на снега през януари достига 100 см, а поради натрупването през март достига 130 – 140 см. С увеличаване на надморската височина, климатът става планински, с ясно изразено вертикално зониране.
Близо до местността текат реките: Санданска Бистрица, Сърчалийца, Мозговица, Беговица и Димчово дере.

## Туризъм и транспорт
Транспортната осигуреност е слаба. Обслужването е чрез сезонна автобусна линия, по която курсове се изпълняват само в почивни дни, два пъти на ден. Освен незначителни като общ брой, нито един от курсовете не е синхронизиран с който и да е от другите видове обществен транспорт, водещ до гр. Сандански или тръгващ от него. Първият курс е прекалено рано, а обратният – прекалено късно. Основният начин за достъп до курорта е с личен автомобил, а обособени места за паркиране в курорта изобщо липсват.
Маркирани са следните туристически маршрути:
- „Винарска порта“ – м. „Мозговица“ – м. „Попина лъка“
- гр. Банско – м. „Пeщерите“ – х. „Бъндерица“ – х. „Вихрен“ – х. „Яне Сандански“
- гр. Банско – х. „Демяница“ – х. „Беговица“ – х. „Яне Сандански“
- – х. „Вихрен“ – „Овинати“ („Муратови“, „Хвойнати“) езера – билото между „Муратов връх“ и „Дончови караули“ – з. „Спано поле“ – х. „Яне Сандански; (най-популярният зимен маршрут)
- Веломаршрут гр. Сандански – с. Лиляново – м. „Попина лъка“ (х. „Яне Сандански“) – х. „Беговица“ – м. „Кельова мандра“

Преходите са дълги, тежки, достига се до големи височини, особено зимата могат да са и опасни. Почти всички изискват поне средно ниво туристическа подготовка. В района няма ски писти, като цяло през зимата курортът е трудно достъпен. При обилни снеговалежи почистването на пътя е затруднено. Уникалната даденост на Попина лъка са чистият въздух и вековните борови гори, които в съчетание с по-ниските летни температури правят мястото изключително привлекателно.
Местности с туристическо значение в близост:
- Десети километър Намира се на 10 км източно от гр. Сандански и на 10 км от местността Попина лъка, по поречието на р. Санданска Бистрица. Живописна местност с чинари и борова гора. „Десети километър“ предоставя добри условия за риболов, разходки сред природата, пикник и др.
- Туричка черква Местността Туричка църква се намира над Попина лъка, по пътя за хижа Каменица. В миналото тук е имало църква. От Туричка църква може да се стигне до Солището, от където се разкрива гледка към околните върхове, както и към Вихрен и Синаница. Там е построен параклис „Света Петка“.
- Тремошница. Тремошница е местност (бивше село) в Северен Пирин, на три километра югозападно от хижа „Яне Сандански“. Разположена е в близост до шосето, водещо до град Сандански. Недалеч от местността е изграден параклис, посветен и носещ името на Свети Иван Рилски, но хората го знаят повече като „Свети Отец“.[9]